# Scutellaria baldshuanica
Scutellaria baldshuanica là một loài thực vật có hoa trong họ Hoa môi. Loài này được Nevski ex Juz. miêu tả khoa học đầu tiên năm 1951.